# Мальпартіда-де-Касерес
Мальпартіда-де-Касерес (ісп. Malpartida de Cáceres) — муніципалітет в Іспанії, у складі автономної спільноти Естремадура, у провінції Касерес. Населення — 4433 особи (2010).
Муніципалітет розташований на відстані близько 260 км на південний захід від Мадрида, 11 км на захід від Касереса.

## Демографія
Динаміка населення (INE ):

## Галерея зображень

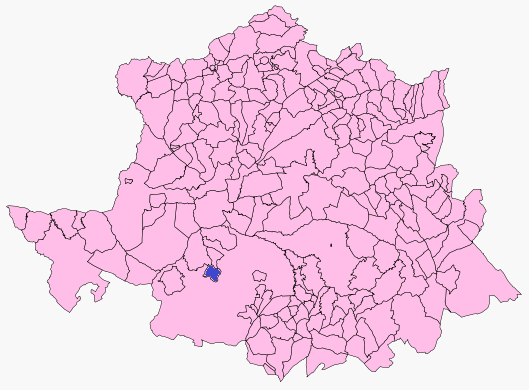
Розташування муніципалітету у провінції Касерес
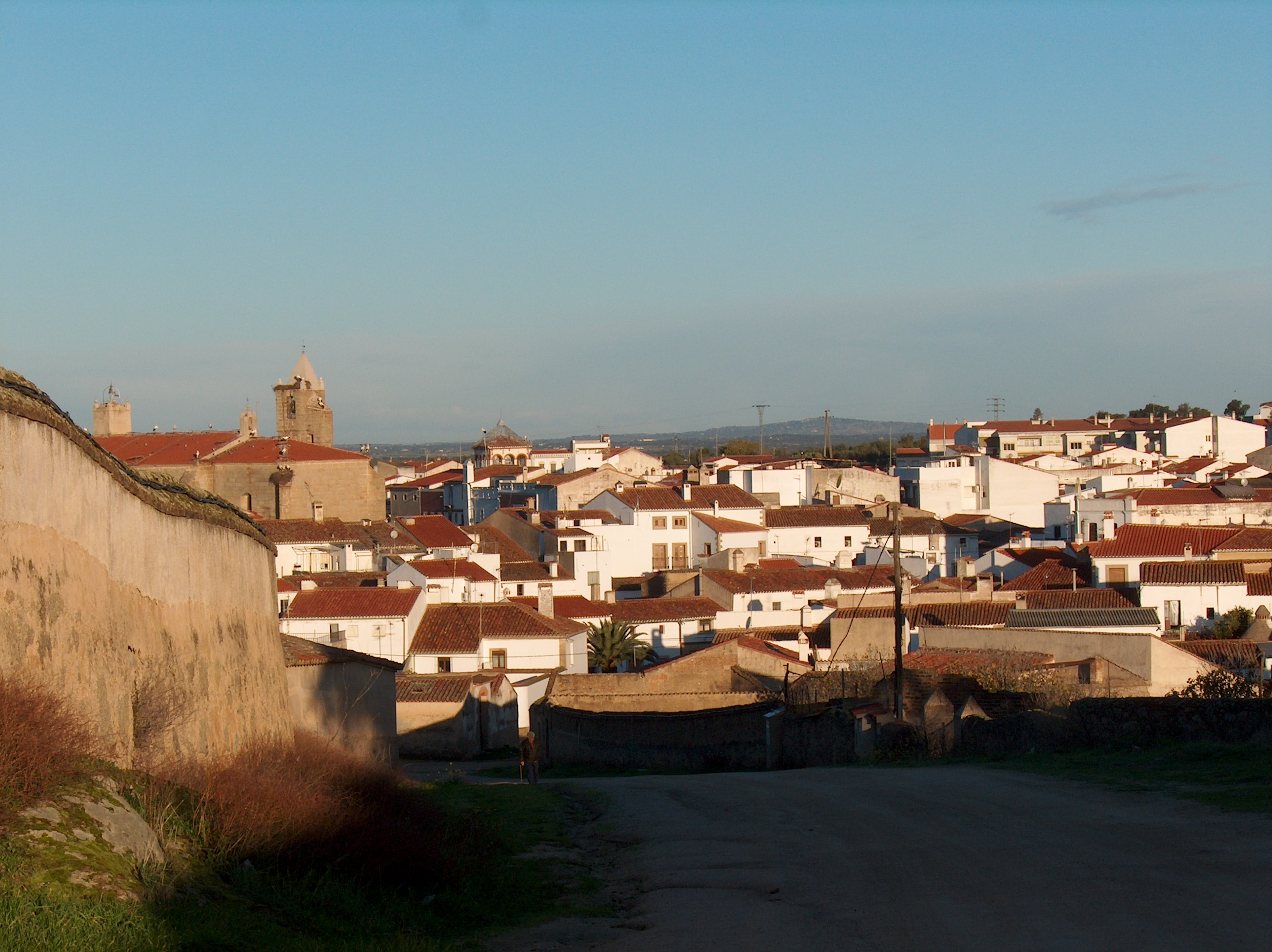
Мальпартіда-де-Касерес
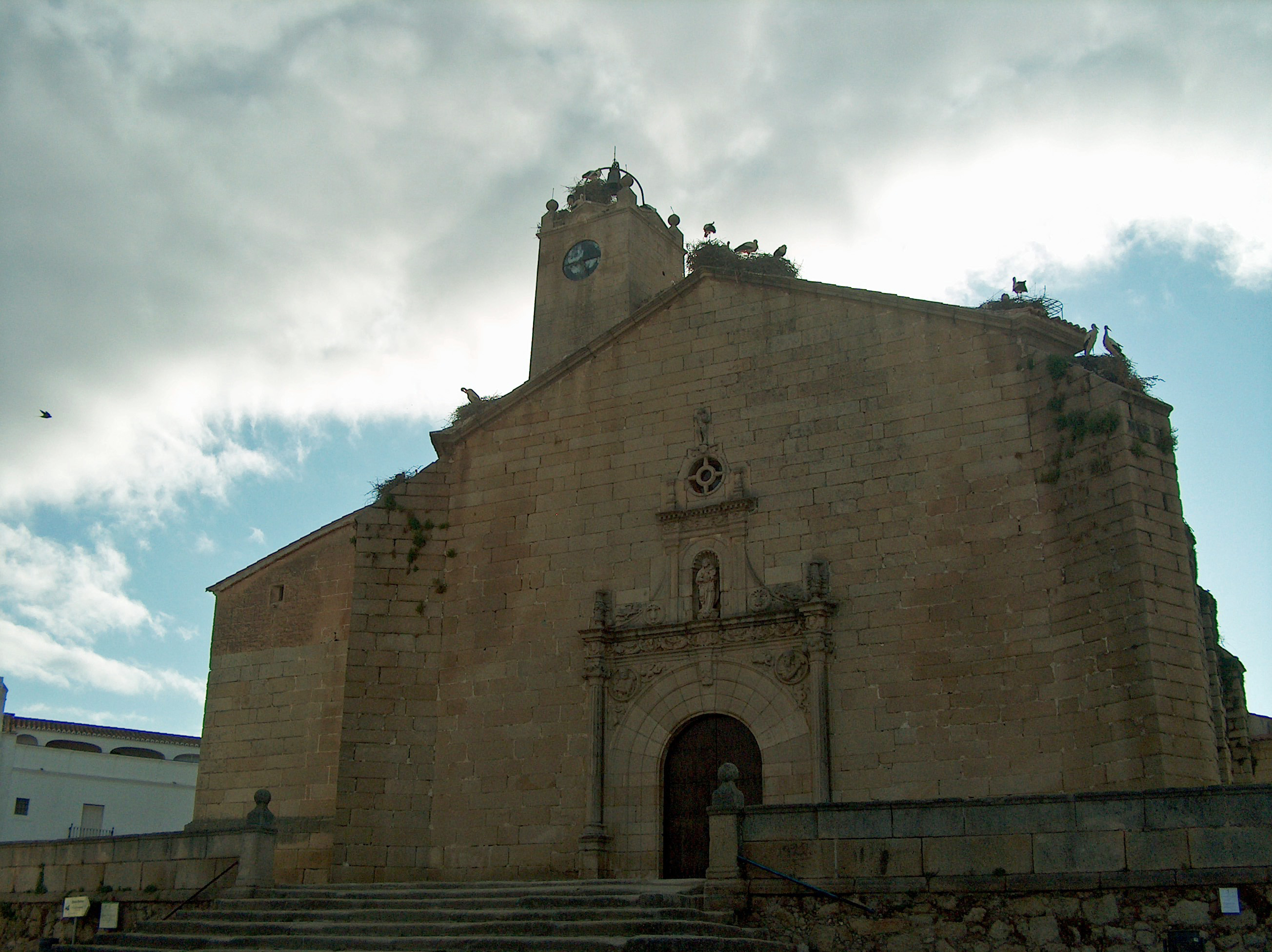
Церква Нуестра-Сеньйора-де-ла-Асунсьйон
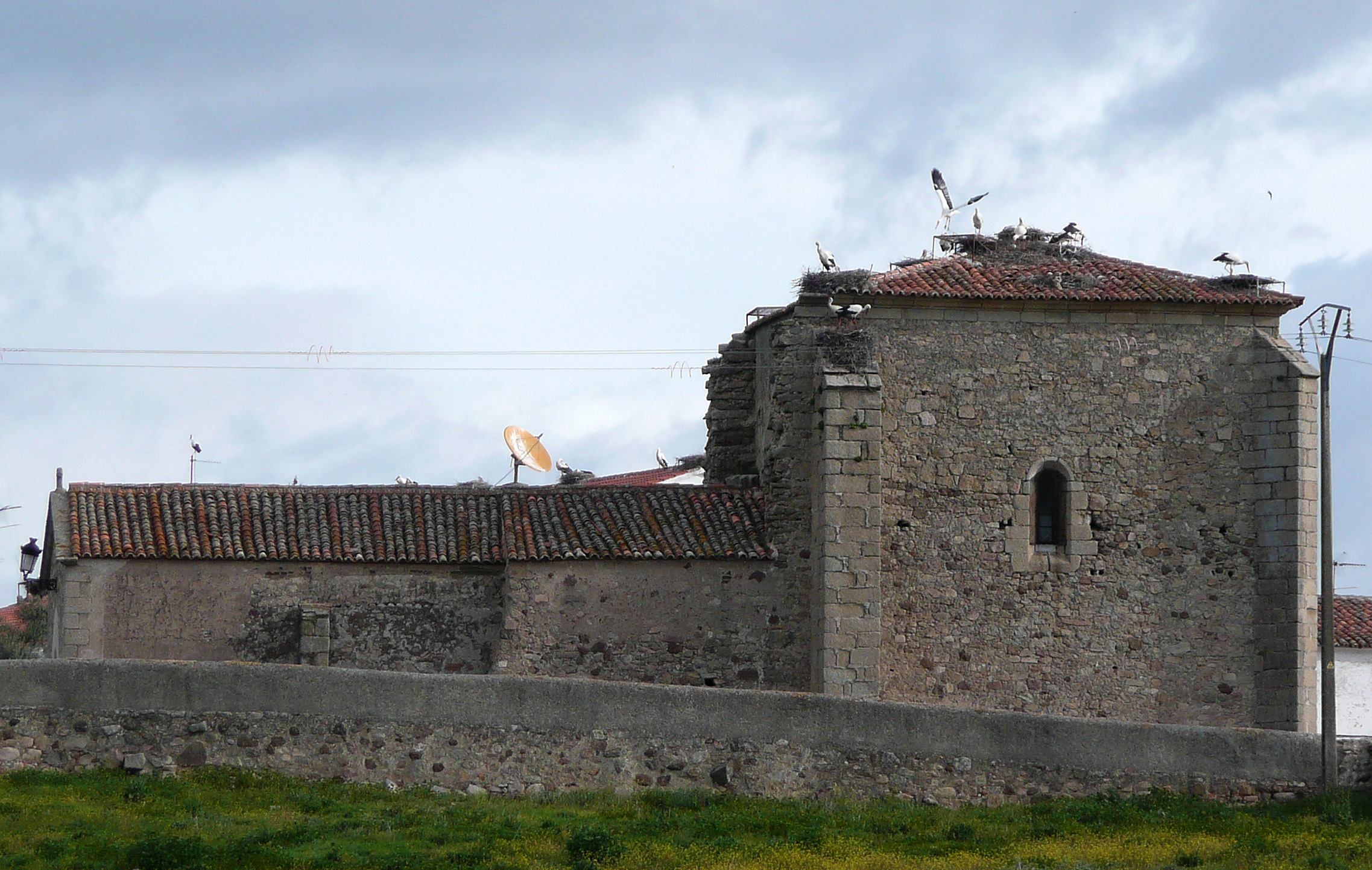
Каплиця Сан-Антоніо
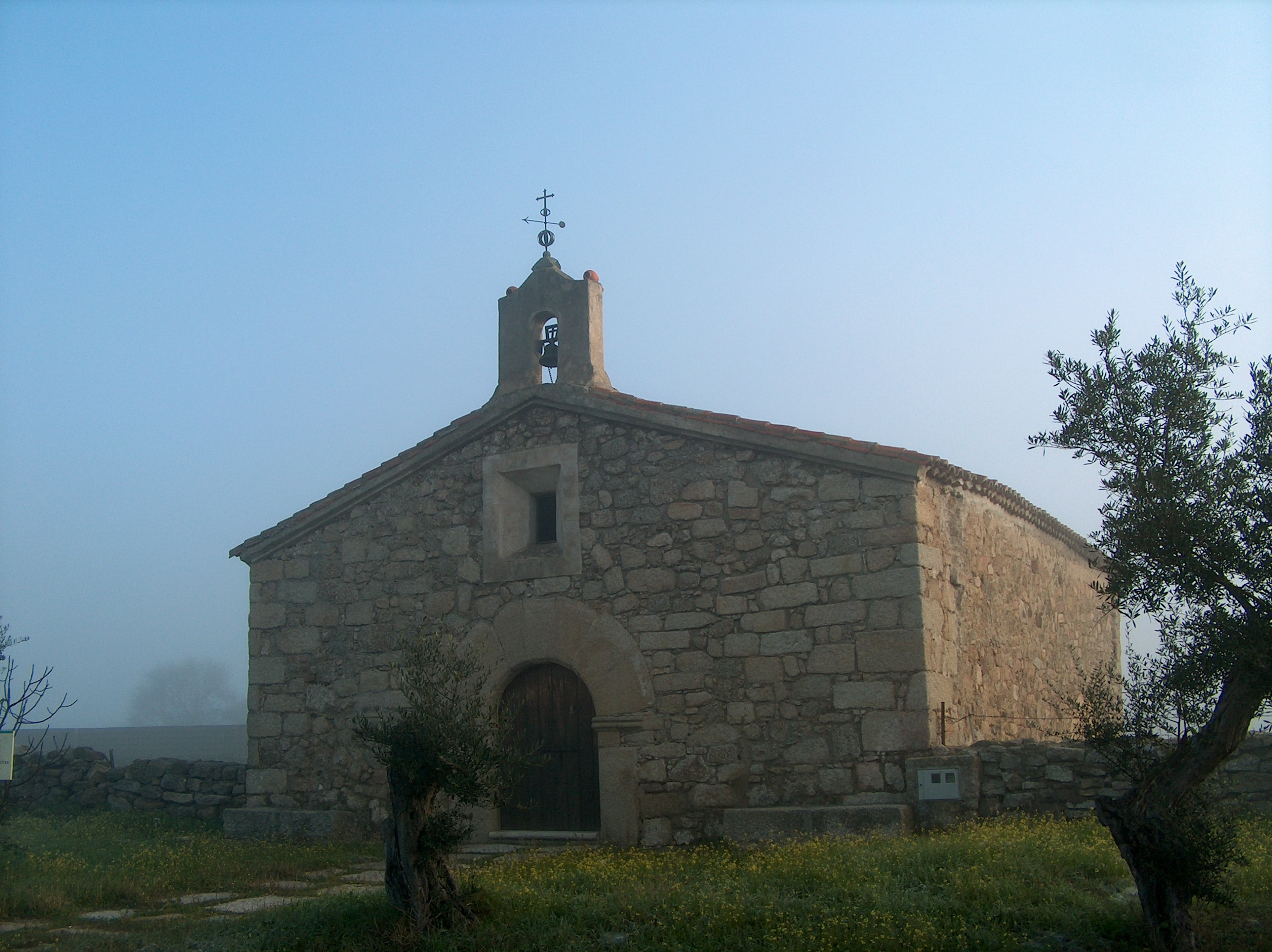
Каплиця Лос-Сантос-Мартірес
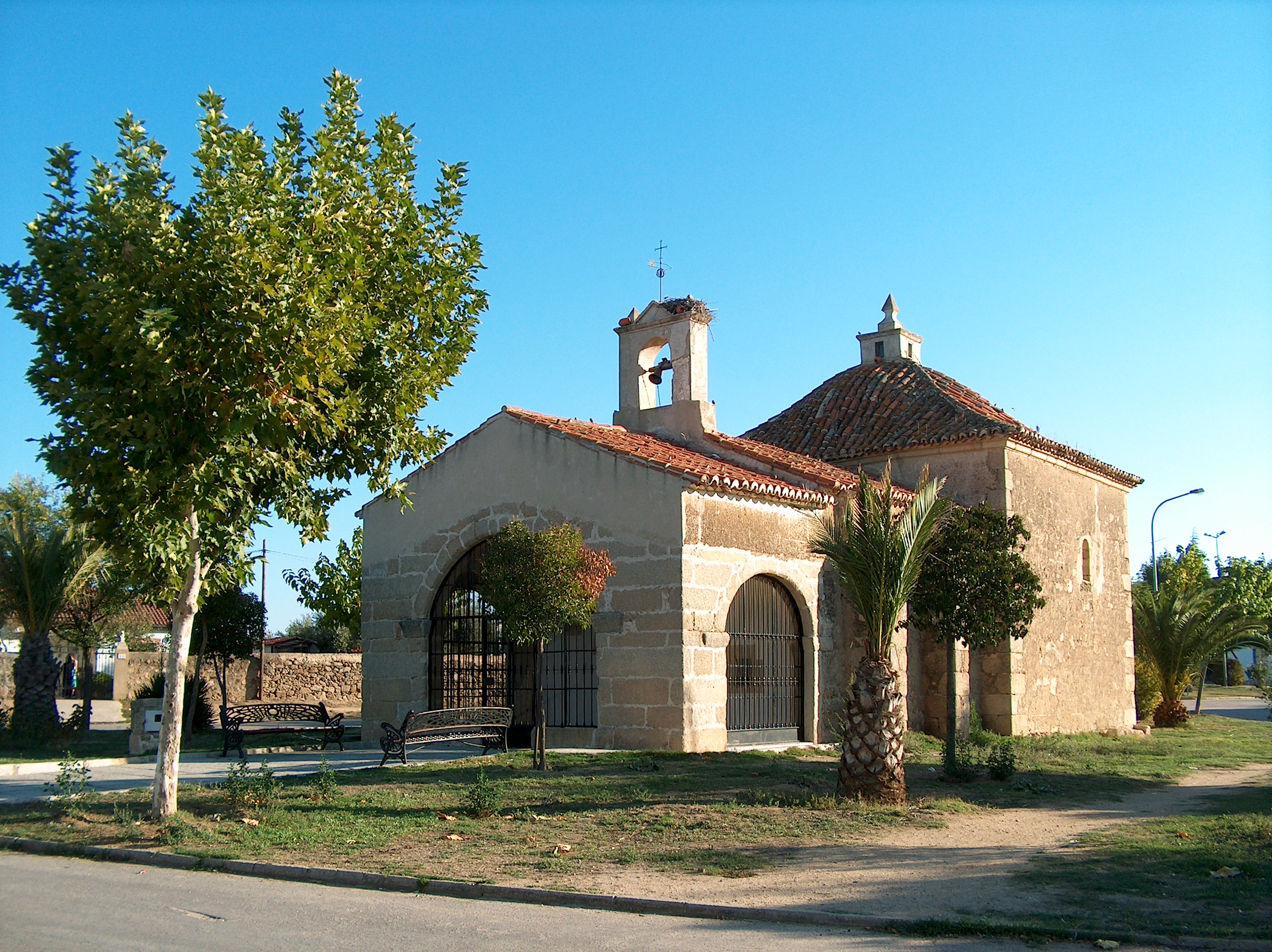
Каплиця Санта-Ана
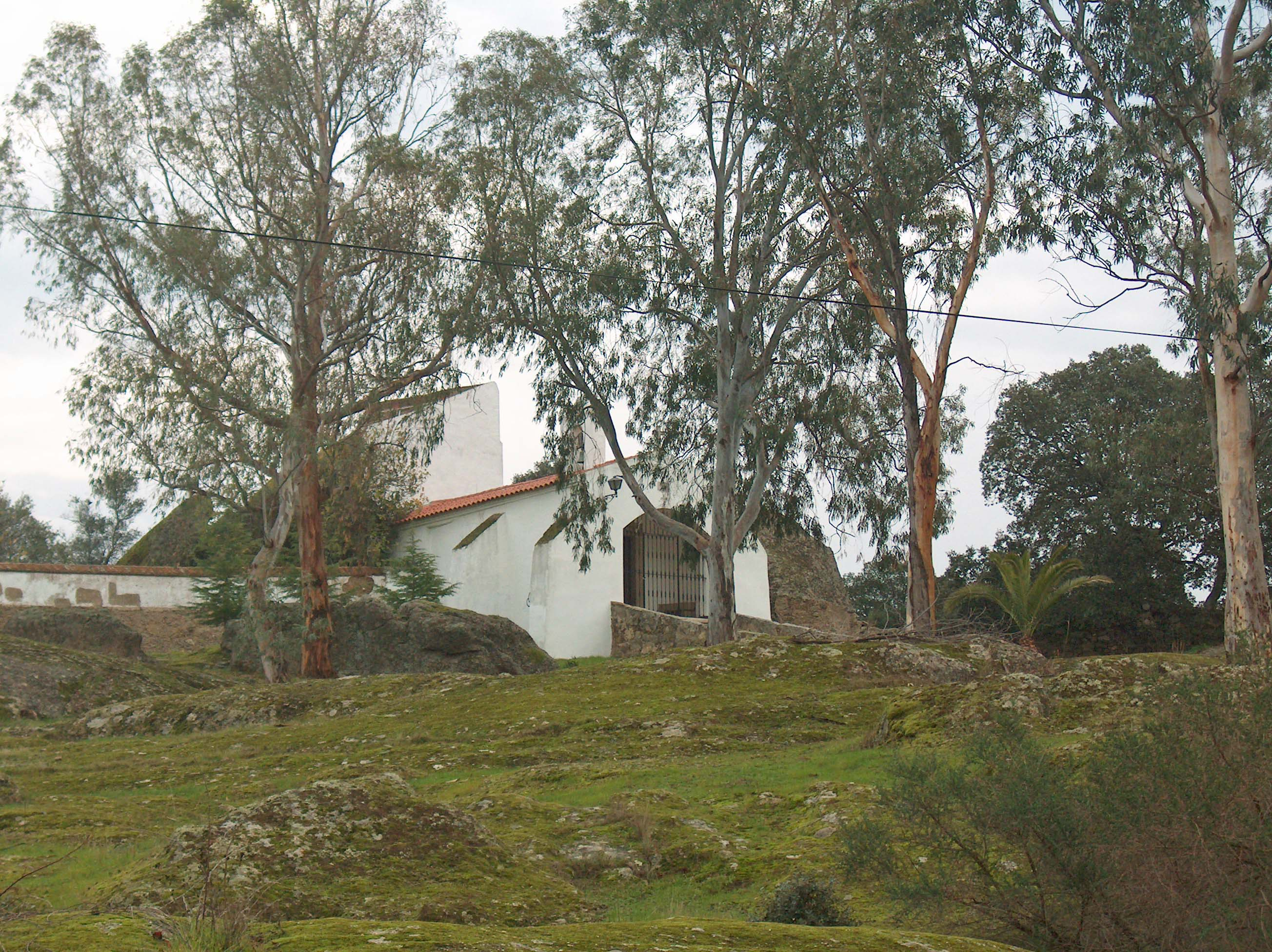
Каплиця Ла-Соледад
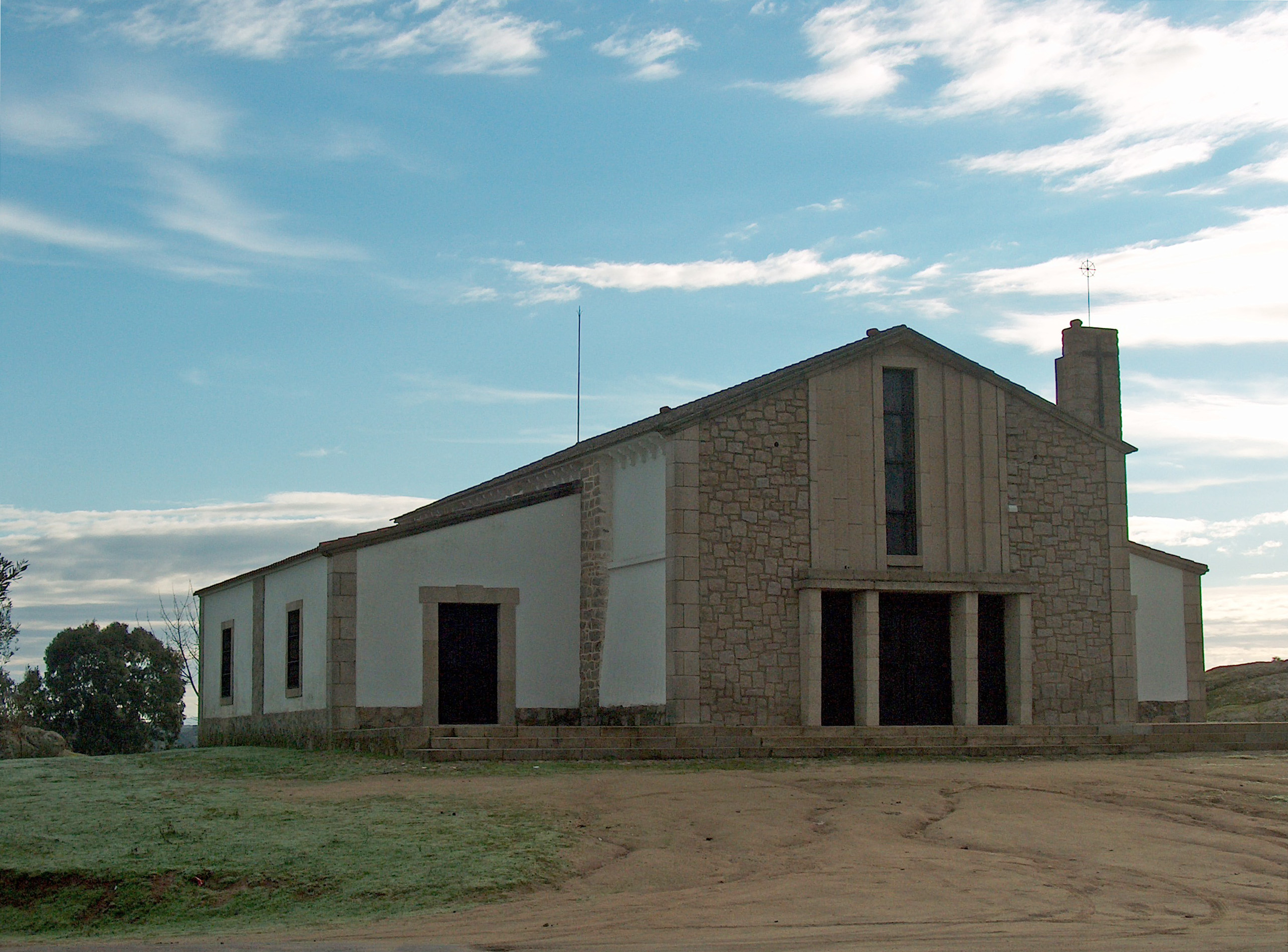
Каплиця Сан-Ісідро